# Mojo Barrier

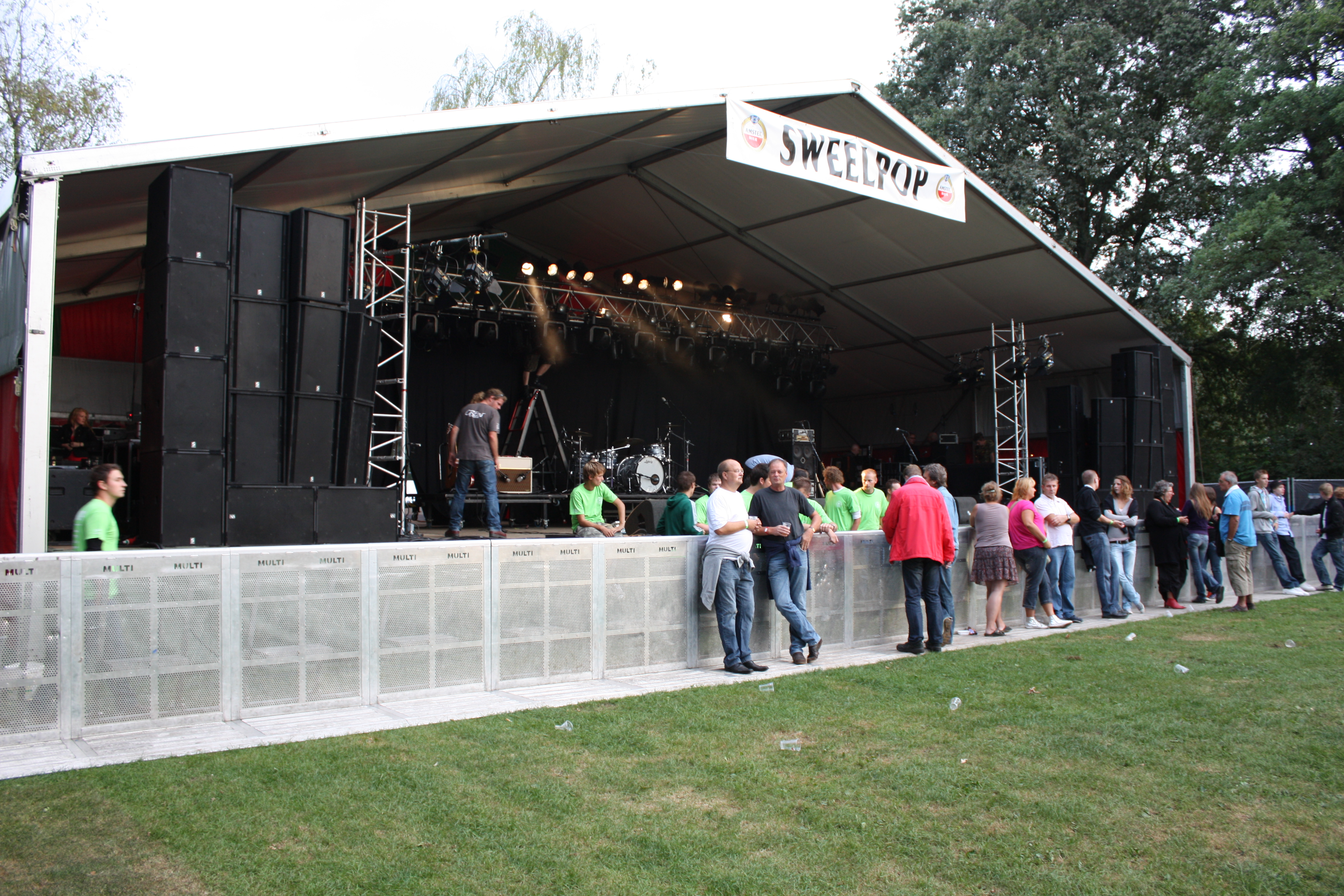
Mojo barriers in gebruik op een festival.

Een Mojo Barrier is een type hekwerk dat wordt gebruikt bij grote publieksevenementen zoals popconcerten en festivals, met name voor de afscheiding tussen het publieksgedeelte en het podium. Het hek werd in 1988 ontwikkeld in opdracht van evenementenorganisatie Mojo Concerts, maar later in een verzelfstandigd bedrijf ondergebracht. Het hekwerk geniet wereldwijd bekendheid en de firma Mojo Barrier is marktleider op het gebied van dit soort afzettingen.

## Geschiedenis
Tijdens concerten van Michael Jackson in juni 1988 in De Kuip in Rotterdam merkten organisatoren een enorm gedrang op in de voorste linies van het publiek, dat als de pit of 'mosh pit' bekend staat. Twee maanden later wilde Prince concerten in Nederland eigenlijk laten afgelasten omdat hij tijdens een optreden in Oslo geschrokken was van dergelijke taferelen. Inmiddels had men bij Mojo een prototype klaar dat een verbetering moest zijn ten opzichte van de toen gebruikelijke dranghekken. Samen met compartimentering, het fysiek in grote delen splitsen van de mensenmassa, zou het systeem genoemde wanordelijkheden moeten helpen voorkomen. 
In de jaren erna perfectioneerde men de constructie en wist men grote artiesten van het nut te overtuigen. Zo gebruikten The Rolling Stones het systeem een jaar later al. In veel landen moesten bureaucratische hobbels genomen, maar uiteindelijk werden de hekken een soort van wereldstandaard. Anno 2018 was er wereldwijd ongeveer 10 kilometer van in omloop. 
Mojo Barrier, later The Mojo Barriers, werd een zelfstandig bedrijf en opende kantoren in onder meer Londen en Colorado Springs. In 2017 werd het bedrijf overgenomen door het Duitse Evago AG, dat Mojo Barrier echter wel als zelfstandig bedrijf liet opereren. In april 2019 fuseerde het bedrijf met All Areas Rental & Sales tot Mojo Rental All Areas.

## Constructie
De Mojo Barrier wordt geproduceerd uit aluminium, staal en plastic. Kenmerkend voor het hekwerk is onder meer de bescheiden hoogte, waardoor mensen niet snel in de verdrukking kunnen raken en de vloerplaat aan de publiekszijde. Het gewicht van het erop staande publiek zorgt mede voor de stabiliteit ervan. Een andere noviteit waren de opstapjes aan de podiumzijde, waardoor beveiligers over het publiek konden uitkijken en makkelijker in moeilijkheden verkerende bezoekers uit de massa konden halen. De barriers kunnen worden ingeklapt en opgestapeld voor transport en een snelle op- en afbouw. 

### Varianten
Inmiddels heeft het bedrijf diverse varianten van het hekwerk ontwikkeld. Zo kan de barrier aan de publiekszijde voor extra bescherming voorzien worden van een laag  schuim, of kan men er een barblad op monteren, zodat het een rol kan spelen bij de drankuitgifte. De zogenoemde sightline kills zijn panelen die bovenop het hek worden gemonteerd om extra publieksdruk op bepaalde plaatsen tegen te gaan.